# Avereest
Avereest est une ancienne commune néerlandaise de la province d'Overijssel.
La commune a été créée le 1er juillet 1818 par la scission d'Ommen en trois parties : la ville (Stad Ommen), la campagne environnante (Ambt Ommen), et une partie septentrionale, située près de la province de Drenthe et sur la rivière de Reest. Cette partie devient la commune d'Avereest (au-delà du Reest, en dialecte local).

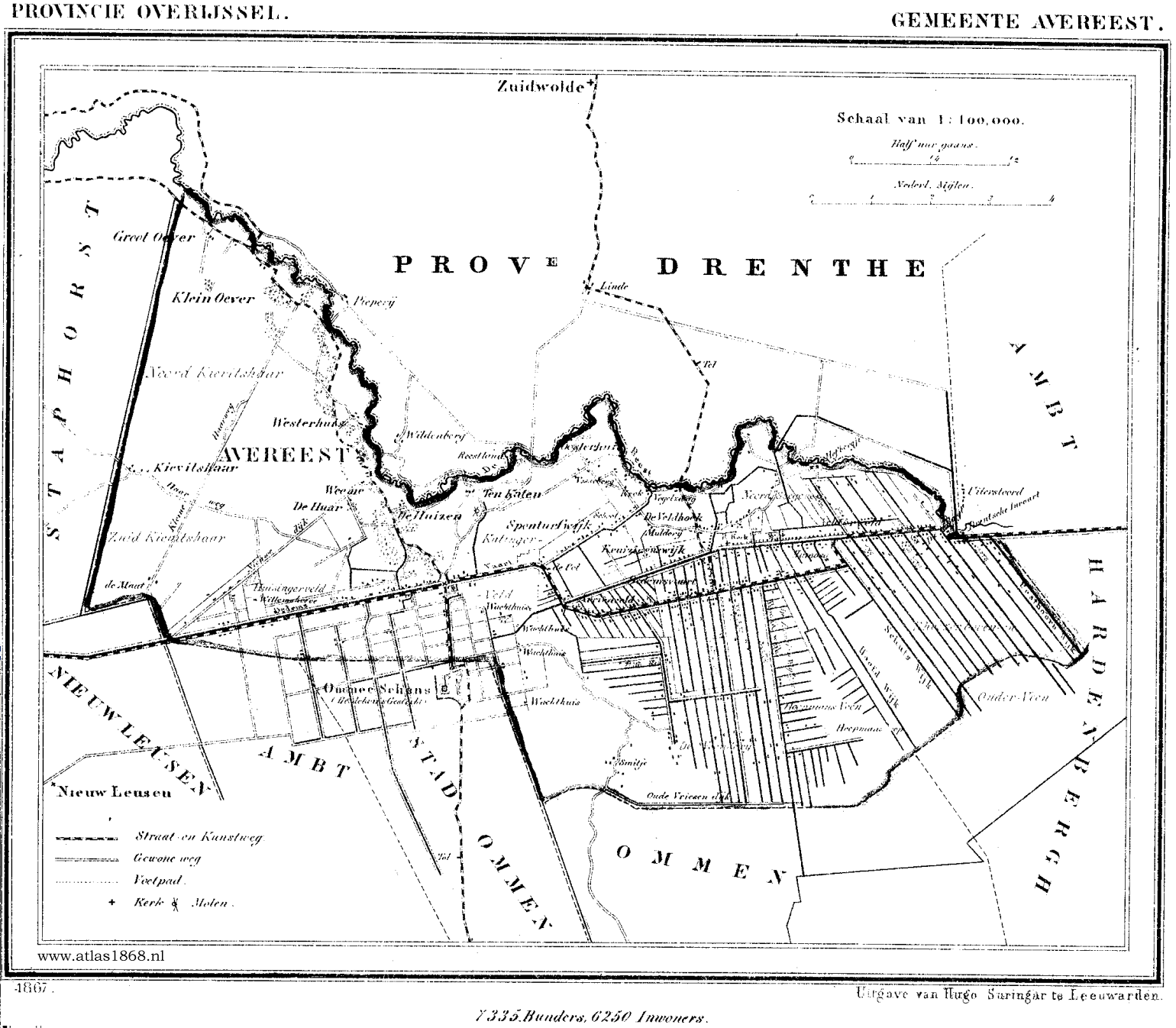
Carte d'Avereest en 1868.

Avereest est composée des villages d'Oud Avereest, de Dedemsvaart et de Balkbrug. En 1868, la commune comptait 6 250 habitants, et en 2000, l'année avant sa suppression, il y avait 15 330 habitants.
La commune avait une superficie de 74,23 km². Elle fut traversée de nombreaux canaux destinés aux transports de tourbe et au bénéfice des défrichements. Le Dedemsvaart, aujourd'hui partiellement comblé, en fut le plus important. Le long de ce canal naquit le village de Dedemsvaart, longtemps le centre administratif d'Avereest.

## Personnalité née dans la commune
- Testke van Ossewaarde (1952-), actrice